# Van Pelser Berensberg

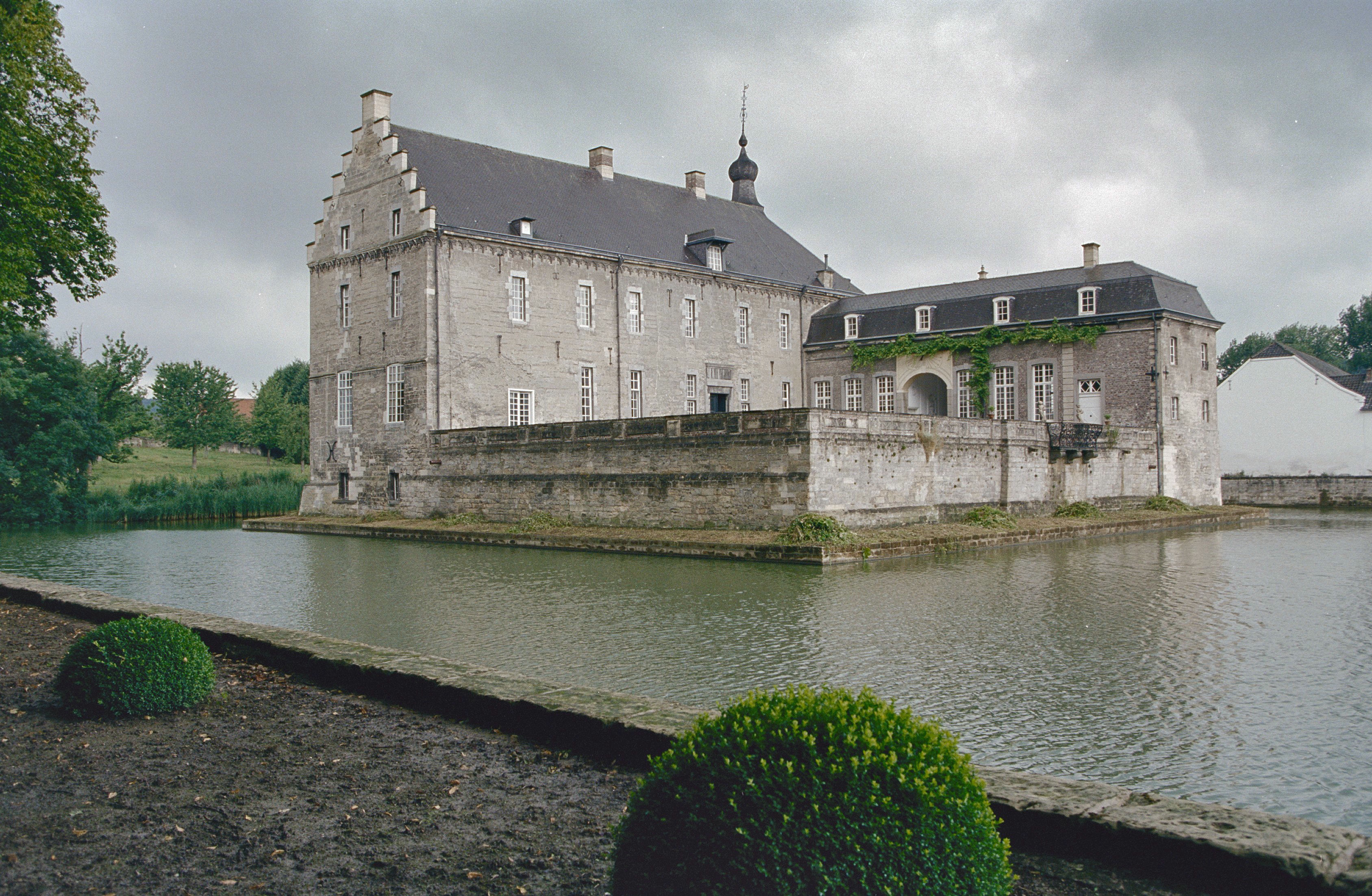
Kasteel Oud-Valkenburg met slotgracht

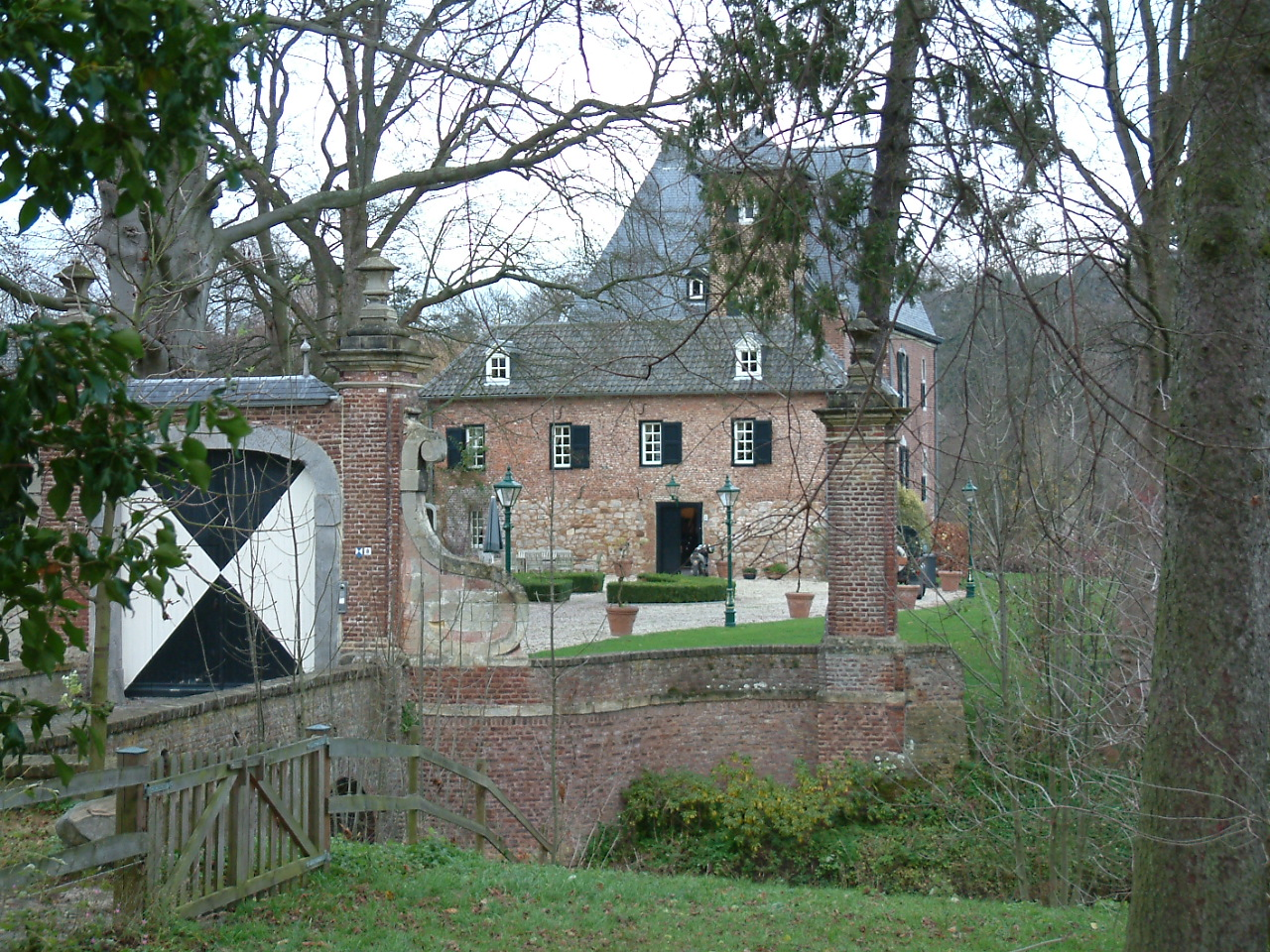
Kasteel Lemiers, het herenhuis

Van Pelser Berensberg (ook: Von/De Pelser Berensberg) is een uit Aken in Duitsland afkomstig geslacht waarvan leden sinds 1822 tot de Nederlandse adel behoren.

## Geschiedenis
De stamreeks begint met Jacob Kremer die vermeld wordt te Aken in 1465 waar hij een huis huurde dat hij een jaar later kocht. In 1716 werd een nazaat verheven in de adelstand, welke adel in 1766 voor diens zoon werd bevestigd en waarbij deze Johann Friedrich Pelser (1702-1771), sinds 1747 heer van Berensberg en sinds 1751 van Oud-Valkenburg, werd verheven in de Rijksadelstand. Een zoon van de laatste werd bij Koninklijk Besluit van 10 augustus 1822 ingelijfd in de Nederlandse adel.
De familie Pelser zou van 1751 tot 1929 eigenaar en heer zijn van kasteel Oud-Valkenburg (ook genoemd kasteel Genhoes). De familie was vanaf circa 1807 tot in de 20e eeuw ook eigenaar en heer van kasteel Lemiers.